# Argentina en los Juegos Olímpicos de la Juventud de Lausana 2020
Argentina participó en los Juegos Olímpicos de la Juventud de Lausana 2020. El responsable del equipo olímpico fue el Comité Olímpico Argentino, así como las federaciones deportivas nacionales de cada deporte con participación.
Con 16 atletas clasificados, fue la delegación argentina más grande en los Juegos Olímpicos de la Juventud de Invierno desde su primera edición en 2012.

## Competidores
La siguiente es una lista de la cantidad de atletas por deportes de la delegación argentina.
| Deporte            | Masculino | Femenino | Total |
| ------------------ | --------- | -------- | ----- |
| Esquí alpino       | 2         | 2        | 4     |
| Esquí de fondo     | 2         | 2        | 4     |
| Hockey sobre hielo | 1         | 2        | 3     |
| Snowboard          | 2         | 3        | 5     |
| Total              | 7         | 9        | 16    |

## Esquí alpino
Masculino
| Atleta           | Evento          | 1.ª ronda | 1.ª ronda | 2.ª ronda | 2.ª ronda | Total   | Total   |
| Atleta           | Evento          | Tiempo    | Ranking   | Tiempo    | Ranking   | Tiempo  | Ranking |
| ---------------- | --------------- | --------- | --------- | --------- | --------- | ------- | ------- |
| Bautista Alarcón | Super-G         |           | 57.30     | 32        |           |         |         |
| Bautista Alarcón | Combinado       | 57.30     | 32        | DNF       | DNF       | DNF     | DNF     |
| Bautista Alarcón | Eslalon gigante | 1:09.49   | 37        | DNF       | DNF       | DNF     | DNF     |
| Bautista Alarcón | Eslalon         | 39.00     | 20        | DNF       | DNF       | DNF     | DNF     |
| Tiziano Gravier  | Super-G         |           | 55.07     | 7         |           |         |         |
| Tiziano Gravier  | Combinado       | 55.07     | 7         | DNF       | DNF       | DNF     | DNF     |
| Tiziano Gravier  | Eslalon gigante | 1:04.61   | 6         | 1:07.64   | 25        | 2:12.25 | 19      |
| Tiziano Gravier  | Eslalon         | 39.20     | 23        | 41.43     | 17        | 1:20.63 | 15      |

Femenino
| Atleta              | Evento          | 1.ª ronda | 1.ª ronda | 2.ª ronda | 2.ª ronda | Total   | Total   |
| Atleta              | Evento          | Tiempo    | Ranking   | Tiempo    | Ranking   | Tiempo  | Ranking |
| ------------------- | --------------- | --------- | --------- | --------- | --------- | ------- | ------- |
| Esperanza Pereyra   | Super-G         |           | 1:00.85   | 35        |           |         |         |
| Esperanza Pereyra   | Combinado       | 1:00.85   | 35        | 41.50     | 27        | 1:42.35 | 26      |
| Esperanza Pereyra   | Eslalon gigante | DNF       | DNF       | DNF       | DNF       | DNF     | DNF     |
| Esperanza Pereyra   | Eslalon         | 50.70     | 31        | 49.03     | 26        | 1:39.73 | 26      |
| Sofía Saint Antonin | Super-G         |           | 1:01.32   | 38        |           |         |         |
| Sofía Saint Antonin | Combinado       | 1:01.32   | 38        | 41.55     | 28        | 1:42.87 | 27      |
| Sofía Saint Antonin | Eslalon gigante | 1:10.70   | 35        | 1:09.63   | 28        | 2:20.33 | 27      |
| Sofía Saint Antonin | Eslalon         | DNF       | DNF       | DNF       | DNF       | DNF     | DNF     |

Mixto
| Atleta                              | Evento         | Ronda de 16          | Cuartos de final     | Semifinals           | Final / BM           | Final / BM |
| Atleta                              | Evento         | Opposition Resultado | Opposition Resultado | Opposition Resultado | Opposition Resultado | Ranking    |
| ----------------------------------- | -------------- | -------------------- | -------------------- | -------------------- | -------------------- | ---------- |
| Sofía Saint Antonin Tiziano Gravier | Paralelo mixto | Estados Unidos L 1–3 | No avanzó            | No avanzó            | No avanzó            | 11         |

## Esquí de fondo
Masculino
| Atleta              | Evento              | Clasificación | Clasificación | Cuartos de final | Cuartos de final | Semifinal | Semifinal | Final     | Final     |
| Atleta              | Evento              | Tiempo        | Ranking       | Tiempo           | Ranking          | Tiempo    | Ranking   | Tiempo    | Ranking   |
| ------------------- | ------------------- | ------------- | ------------- | ---------------- | ---------------- | --------- | --------- | --------- | --------- |
| Pedro Cotaro        | 10 km clásico       |               |               |                  |                  |           |           | 36:20.1   | 75        |
| Pedro Cotaro        | Sprint libre        | 4:09.75       | 76            | No avanzó        | No avanzó        | No avanzó | No avanzó | No avanzó | No avanzó |
| Pedro Cotaro        | Cross-country cross | 5:21.90       | 75            | No avanzó        | No avanzó        | No avanzó | No avanzó | No avanzó | No avanzó |
| Mateo Lorenzo Sauma | 10 km clásico       |               |               |                  |                  |           |           | 32:48.7   | 66        |
| Mateo Lorenzo Sauma | Sprint libre        | 3:54.39       | 72            | No avanzó        | No avanzó        | No avanzó | No avanzó | No avanzó | No avanzó |
| Mateo Lorenzo Sauma | Cross-country cross | 5:04.46       | 66            | No avanzó        | No avanzó        | No avanzó | No avanzó | No avanzó | No avanzó |

Femenino
| Atleta                   | Evento              | Clasificación | Clasificación | Cuartos de final | Cuartos de final | Semifinal | Semifinal | Final     | Final     |
| Atleta                   | Evento              | Tiempo        | Ranking       | Tiempo           | Ranking          | Tiempo    | Ranking   | Tiempo    | Ranking   |
| ------------------------ | ------------------- | ------------- | ------------- | ---------------- | ---------------- | --------- | --------- | --------- | --------- |
| Agustina Groetzner Rocco | 5 km clásico        |               |               |                  |                  |           |           | 17:33.5   | 54        |
| Agustina Groetzner Rocco | Sprint libre        | 3:19.38       | 61            | No avanzó        | No avanzó        | No avanzó | No avanzó | No avanzó | No avanzó |
| Agustina Groetzner Rocco | Cross-country cross | 5:39.95       | 46            | No avanzó        | No avanzó        | No avanzó | No avanzó | No avanzó | No avanzó |
| Zoe Ojeda Hidalgo        | 5 km clásico        |               |               |                  |                  |           |           | 19:13.6   | 67        |
| Zoe Ojeda Hidalgo        | Sprint libre        | 3:39.41       | 76            | No avanzó        | No avanzó        | No avanzó | No avanzó | No avanzó | No avanzó |
| Zoe Ojeda Hidalgo        | Cross-country cross | 6:02.20       | 59            | No avanzó        | No avanzó        | No avanzó | No avanzó | No avanzó | No avanzó |

## Hockey sobre hielo

#### Equipo mixto 3x3
- Delfina Fattore[3][4]
- Junior Espósito Vigo[3][4][5]
- Mila Lutteral[3][4][5]

## Snowboarding
Snowboard cross
| Atleta             | Evento                    | Fase de grupos | Fase de grupos | Semifinal | Final     |
| Atleta             | Evento                    | Puntos         | Ranking        | Posición  | Posición  |
| ------------------ | ------------------------- | -------------- | -------------- | --------- | --------- |
| Dante Vera         | Snowboard cross masculino | 11             | 10             | No avanzó | No avanzó |
| Morena Arroyo Mora | Snowboard cross femenino  | 9              | 12             | No avanzó | No avanzó |

| Atleta                                                                                       | Evento                    | Pre-Heats | Cuartos de final | Semifinal | Final     |
| Atleta                                                                                       | Evento                    | Posición  | Posición         | Posición  | Posición  |
| -------------------------------------------------------------------------------------------- | ------------------------- | --------- | ---------------- | --------- | --------- |
| Equipo Mixto 2 Morena Arroyo (ARG) Sage Stefani (CAN) Jack Morrow (CAN) Jacob Walper (CAN)   | Snowboard ski cross mixto | Exento    | 3                | No avanzó | No avanzó |
| Equipo Mixto 7 Teodora Ilieva (BUL) Josefina Valdes (CHI) Oscar Trygg (NOR) Dante Vera (ARG) | Snowboard ski cross mixto | 4         | No avanzó        | No avanzó | No avanzó |

Halfpipe, Slopestyle, & Big Air
| Atleta                          | Evento               | Clasificación | Clasificación | Clasificación | Clasificación | Final     | Final     | Final     | Final       | Final     |
| Atleta                          | Evento               | 1.ª ronda     | 2.ª ronda     | Mejor ronda   | Ranking       | 1.ª ronda | 2.ª ronda | 3.ª ronda | Mejor ronda | Ranking   |
| ------------------------------- | -------------------- | ------------- | ------------- | ------------- | ------------- | --------- | --------- | --------- | ----------- | --------- |
| Valentín Moreno                 | Big air masculino    | 5.75          | 41.25         | 41.25         | 16            | No avanzó | No avanzó | No avanzó | No avanzó   | No avanzó |
| Valentín Moreno                 | Halfpipe masculino   | 30.66         | 34.33         | 34.33         | 16            | No avanzó | No avanzó | No avanzó | No avanzó   | No avanzó |
| Valentín Moreno                 | Slopestyle masculino | 12.33         | 2.33          | 12.33         | 20            | No avanzó | No avanzó | No avanzó | No avanzó   | No avanzó |
| María José Azul Chávez Martínez | Big air femenino     | 20.66         | 12.66         | 20.66         | 16            | No avanzó | No avanzó | No avanzó | No avanzó   | No avanzó |
| María José Azul Chávez Martínez | Halfpipe femenino    | 33.66         | 15.00         | 33.66         | 12            | No avanzó | No avanzó | No avanzó | No avanzó   | No avanzó |
| Morena Poggi Silveira           | Big air femenino     | 40.33         | 14.00         | 40.33         | 12            | 7.50      | 16.75     | 35.50     | 52.25       | 9         |
| Morena Poggi Silveira           | Slopestyle femenino  | 19.00         | 12.50         | 19.00         | 17            | No avanzó | No avanzó | No avanzó | No avanzó   | No avanzó |

## Galería

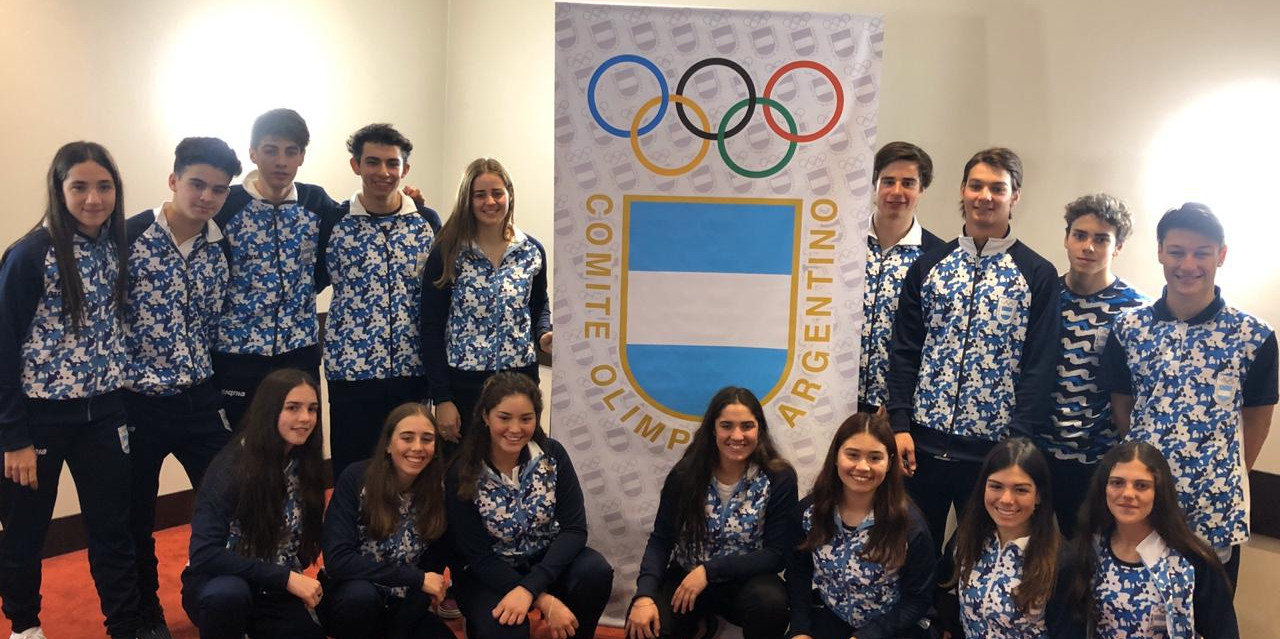
Atletas de la delegación argentina previo al inicio de los Juegos.
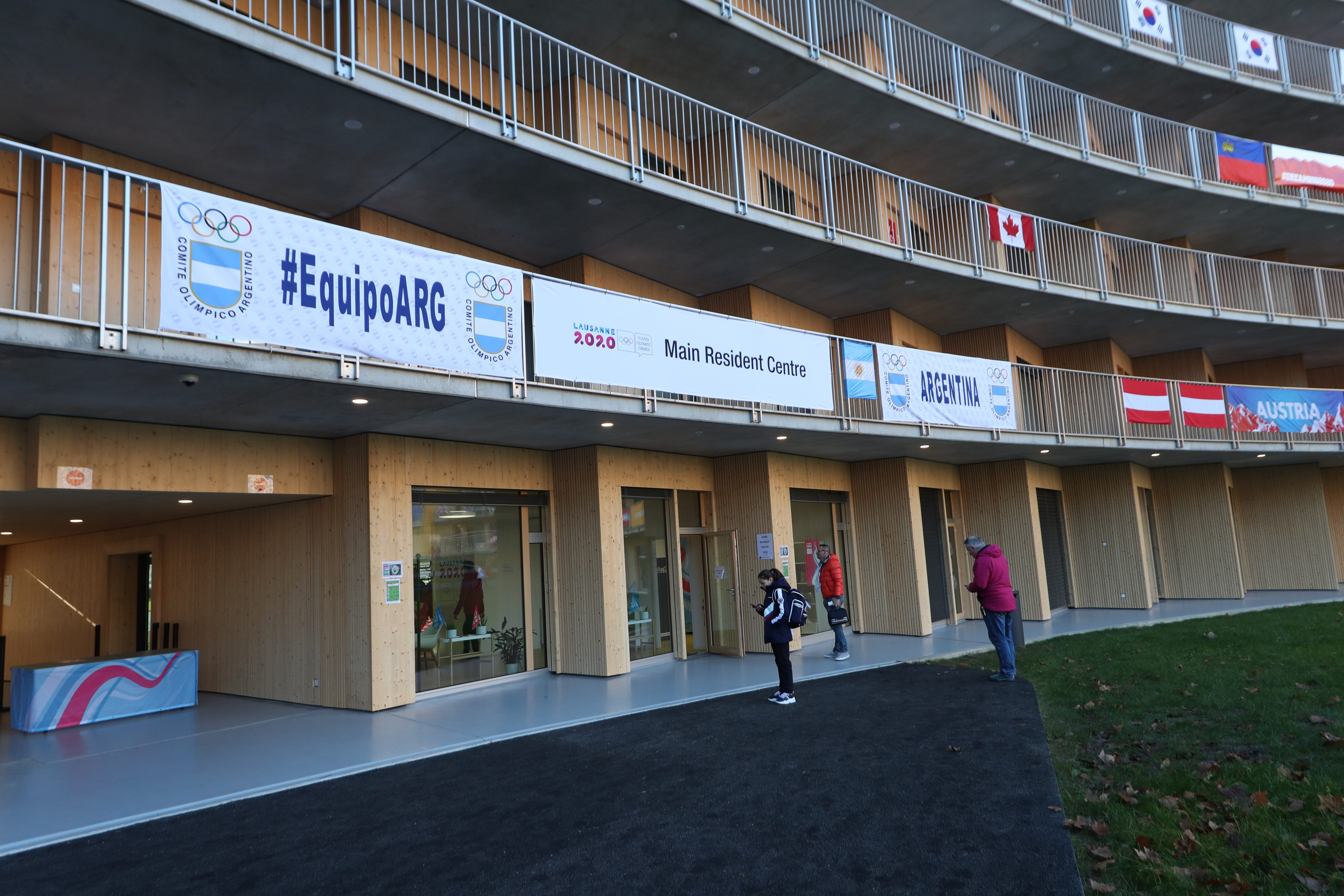
Ubicación en la Villa Olímpica de la Juventud.
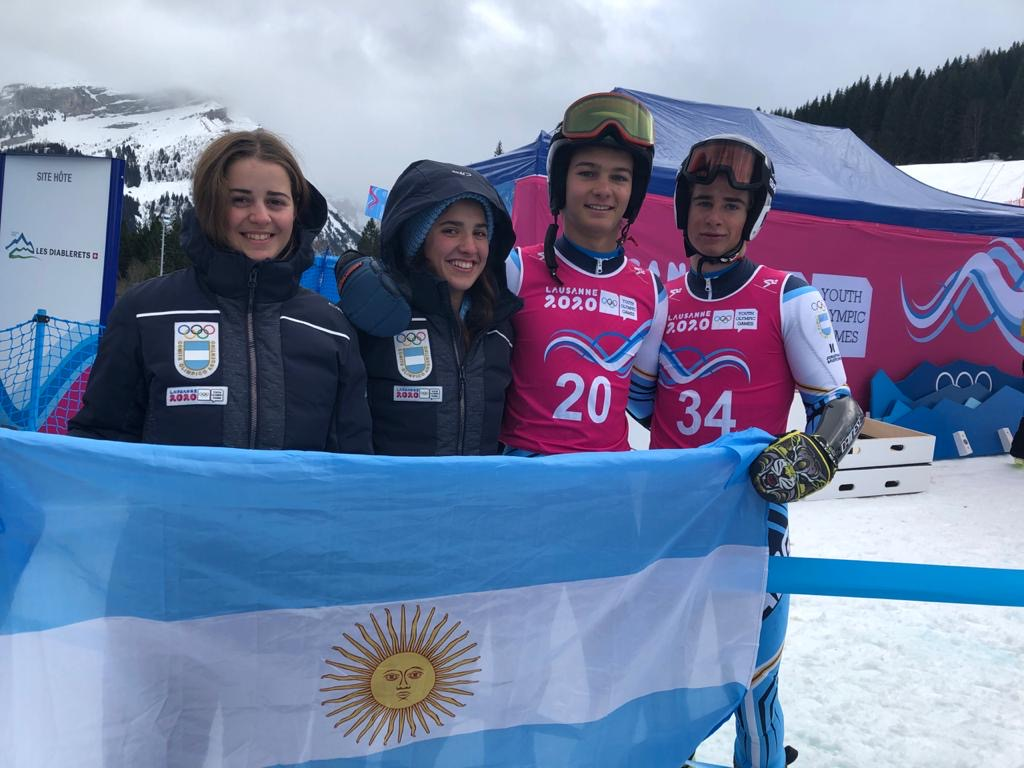
Equipo de esquí alpino.
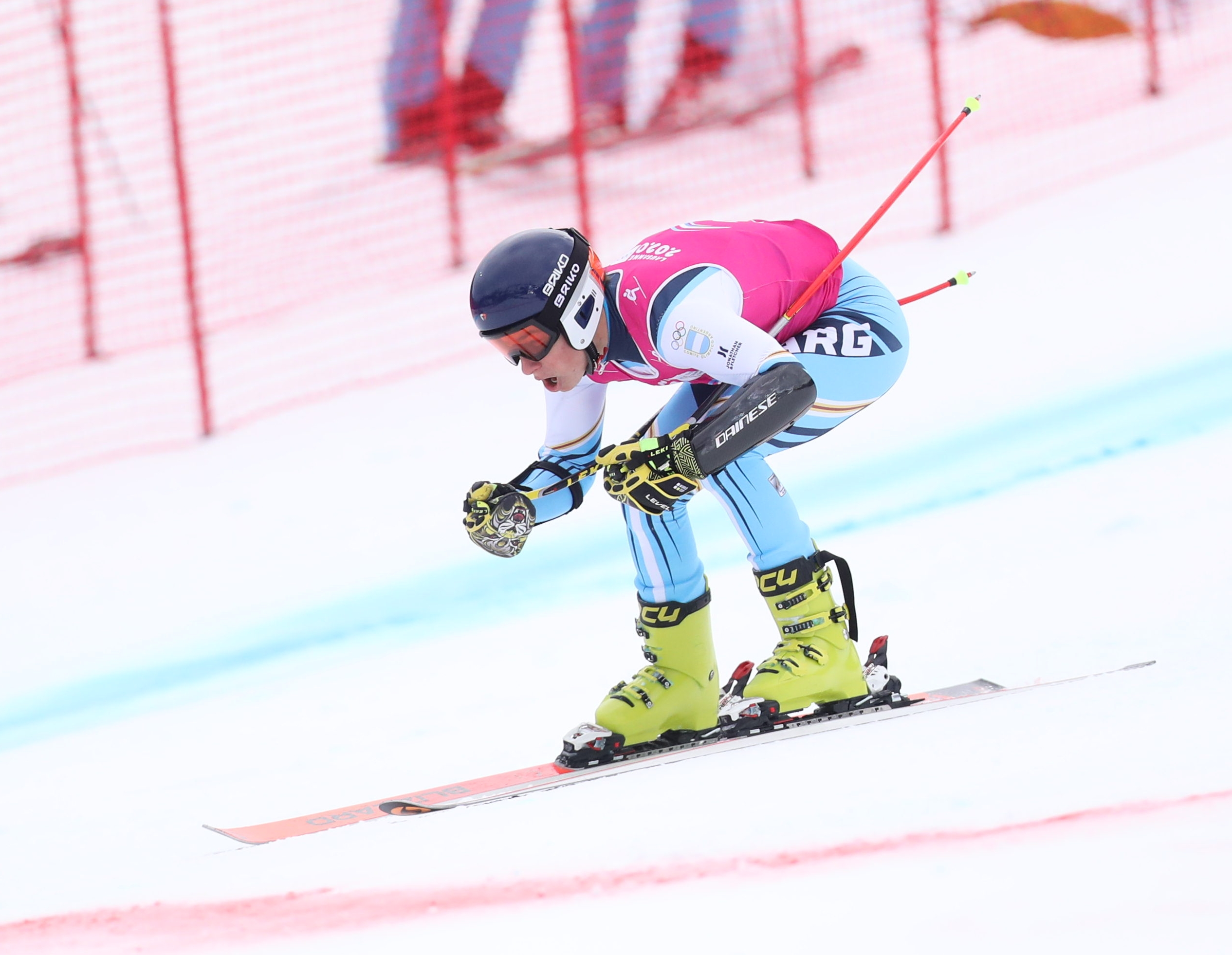
Bautista Alarcón durante la competencia de Súper G.
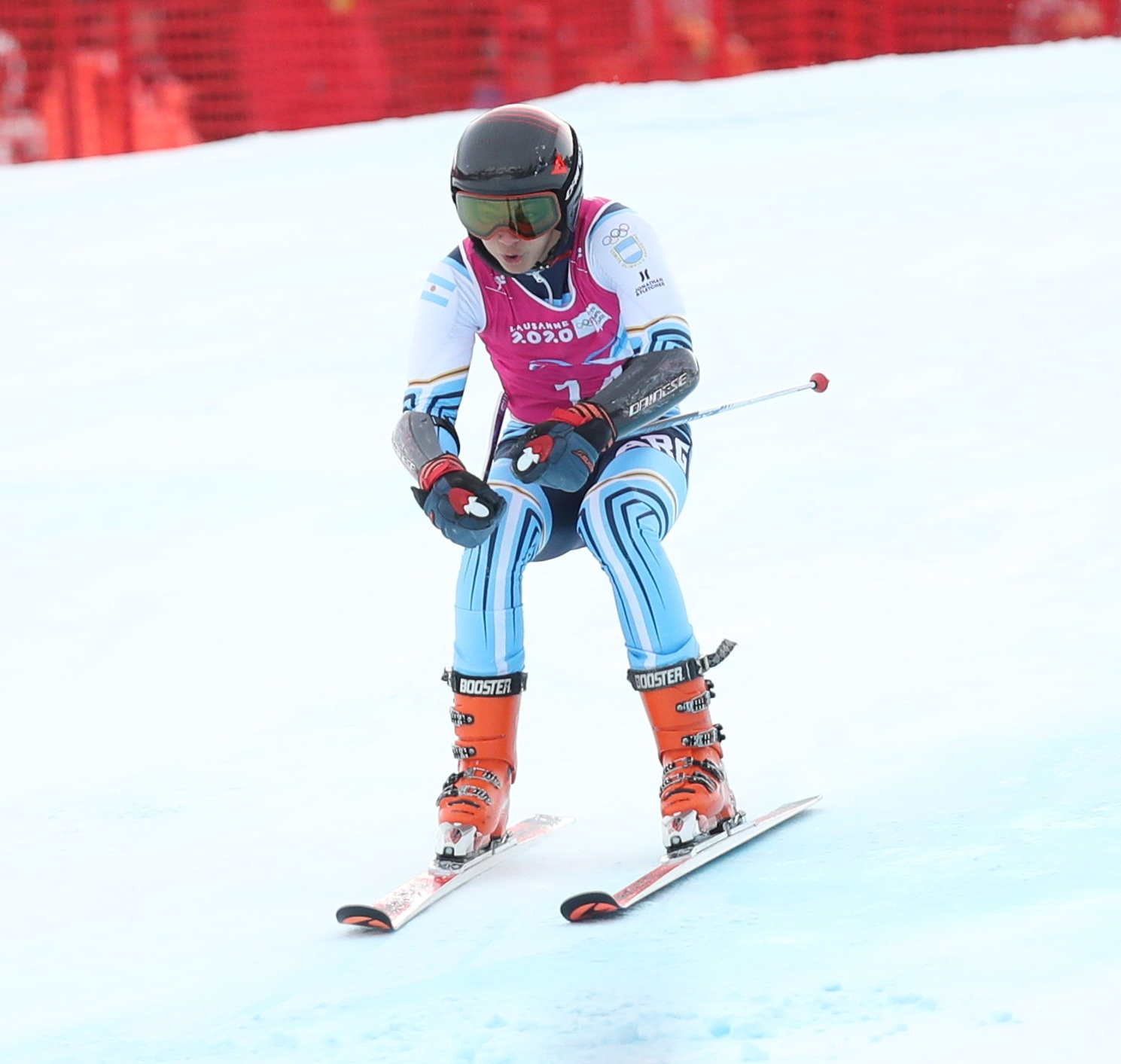
Tiziano Gravier durante la competencia de Eslalon Gigante.
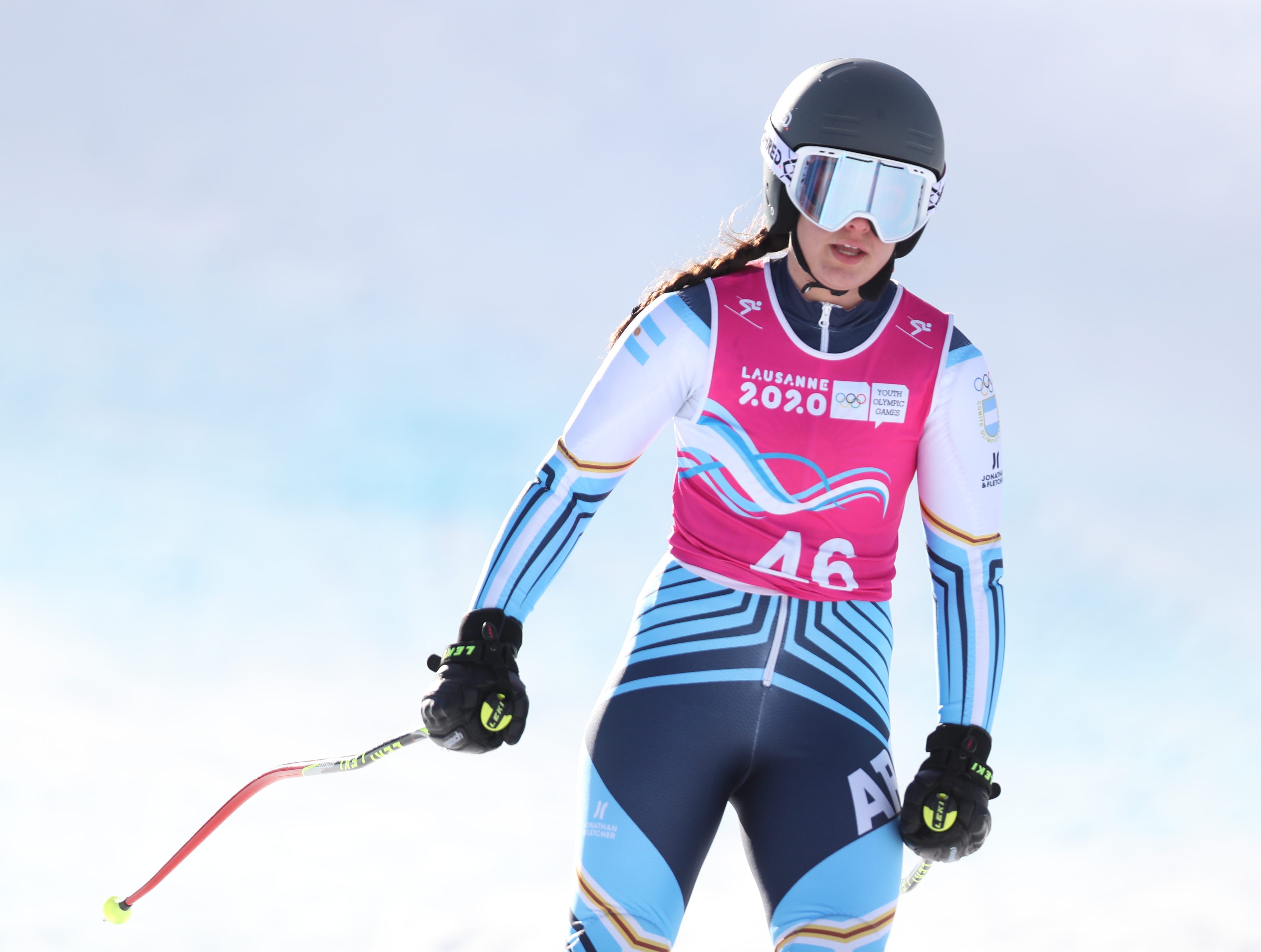
Esperanza Pereyra durante la competencia de Súper G.
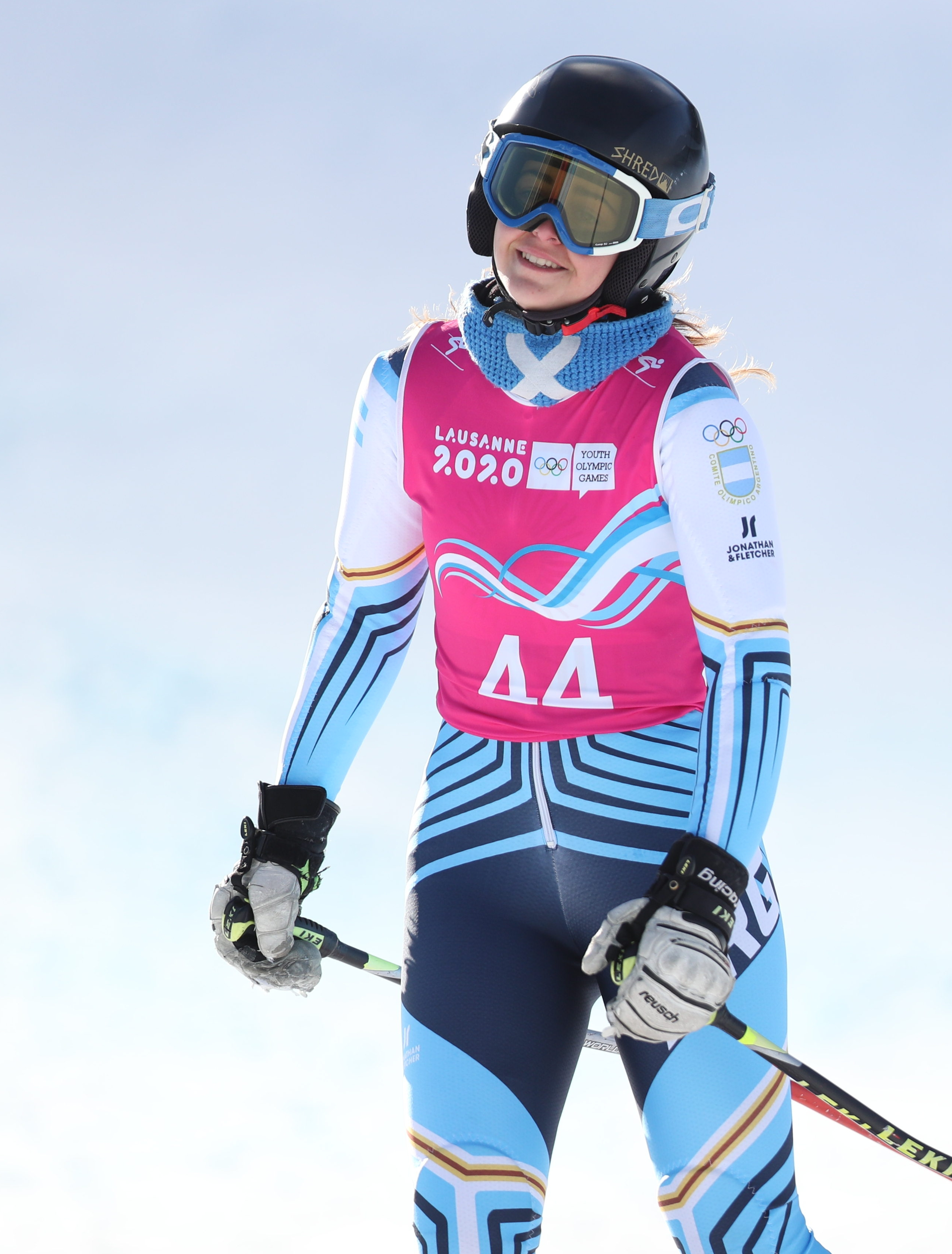
Sofía Saint Antonin durante la competencia de Súper G.
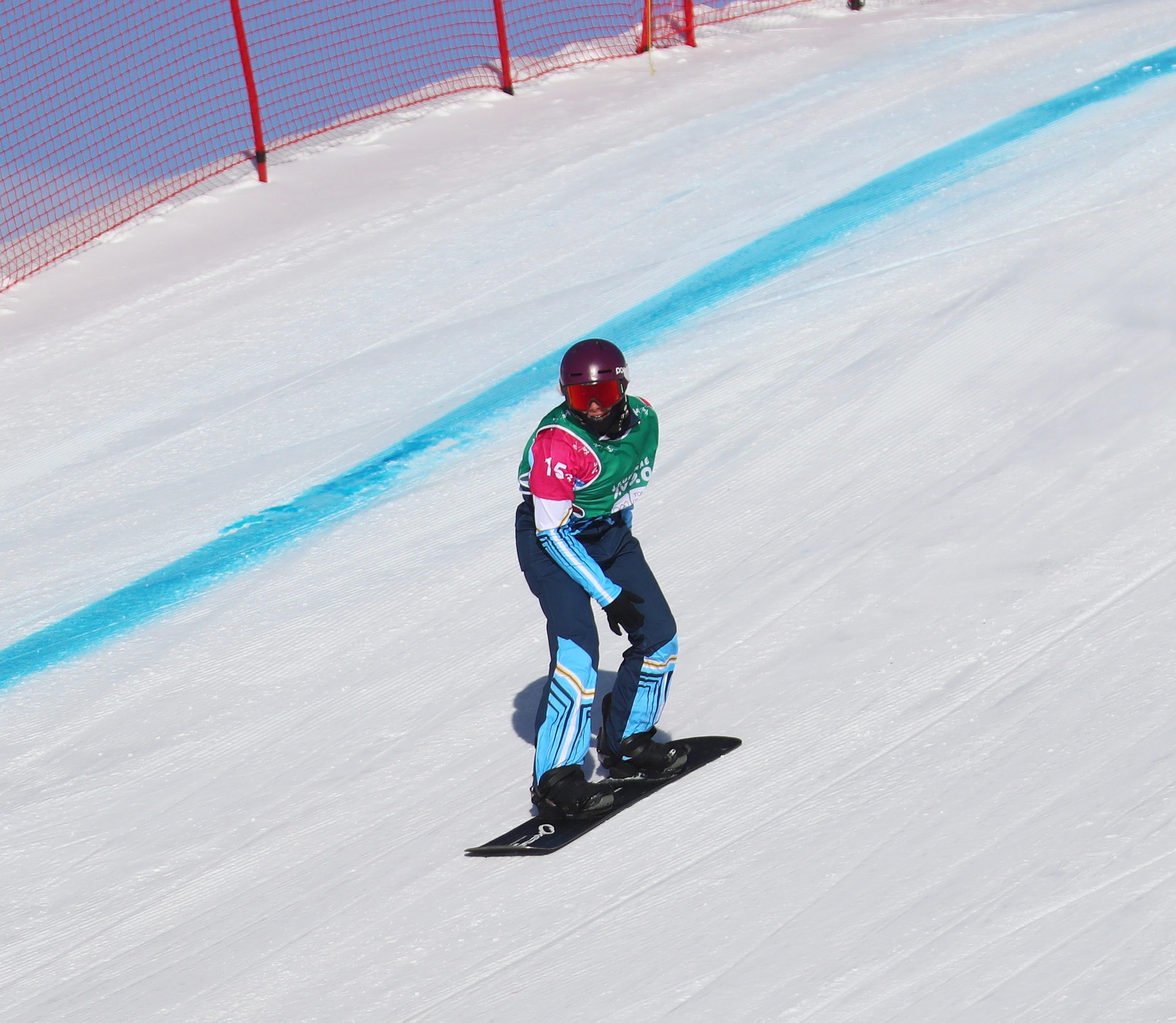
Dante Vera durante la competencia de equipo mixto snowboard cross.
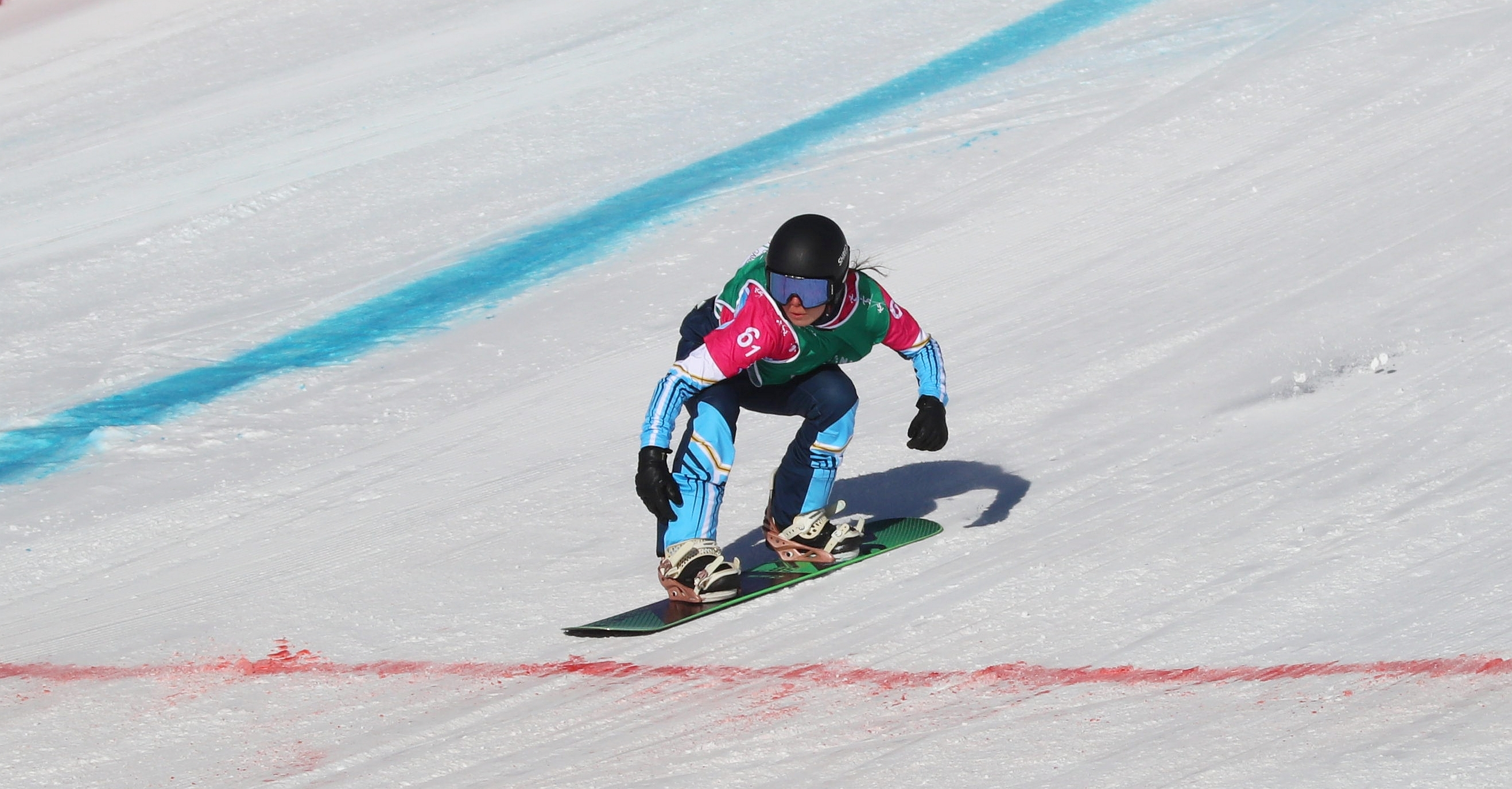
Morena Arroyo durante la competencia de equipo mixto snowboard cross.
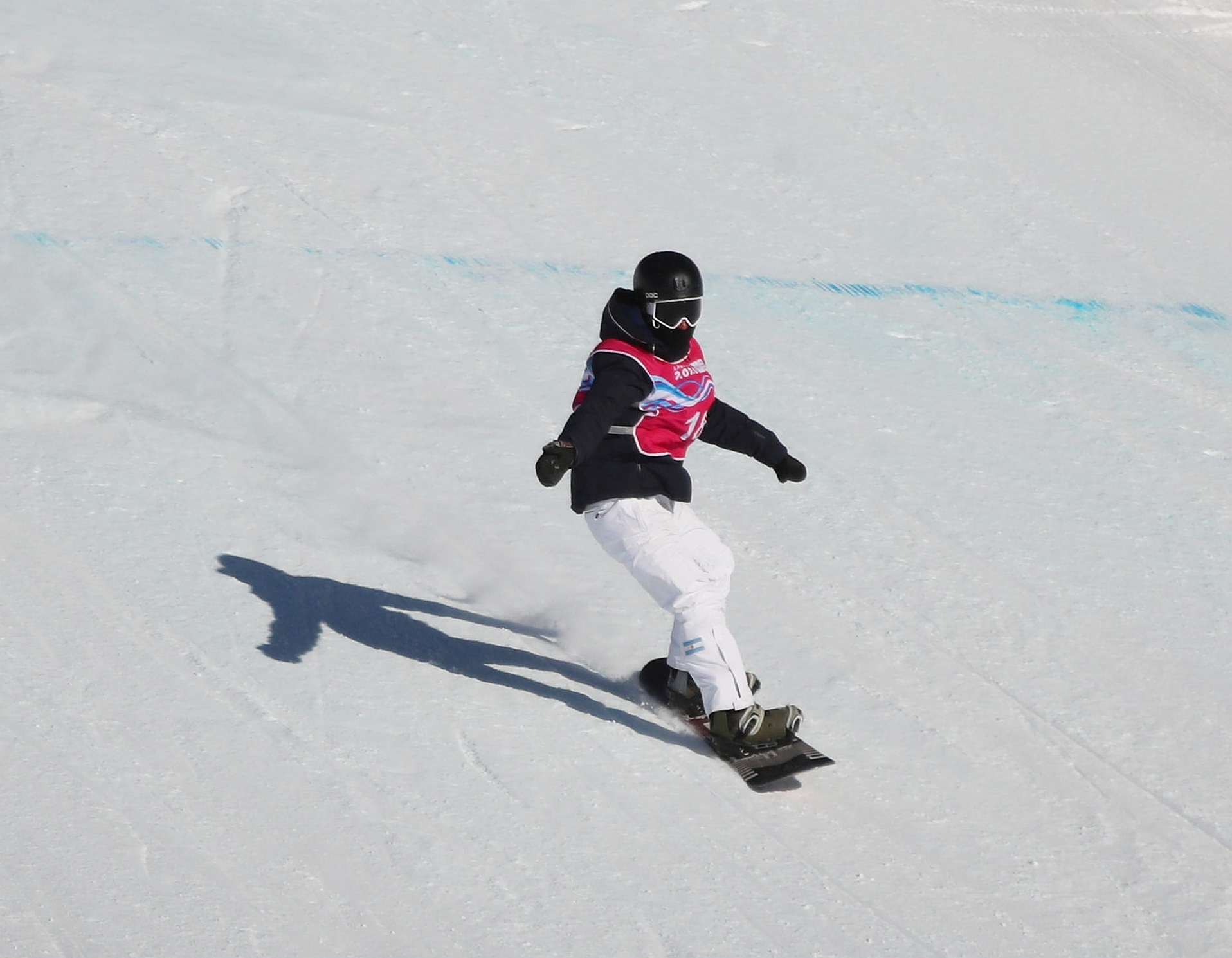
Valentín Moreno durante la competencia de slopestyle.
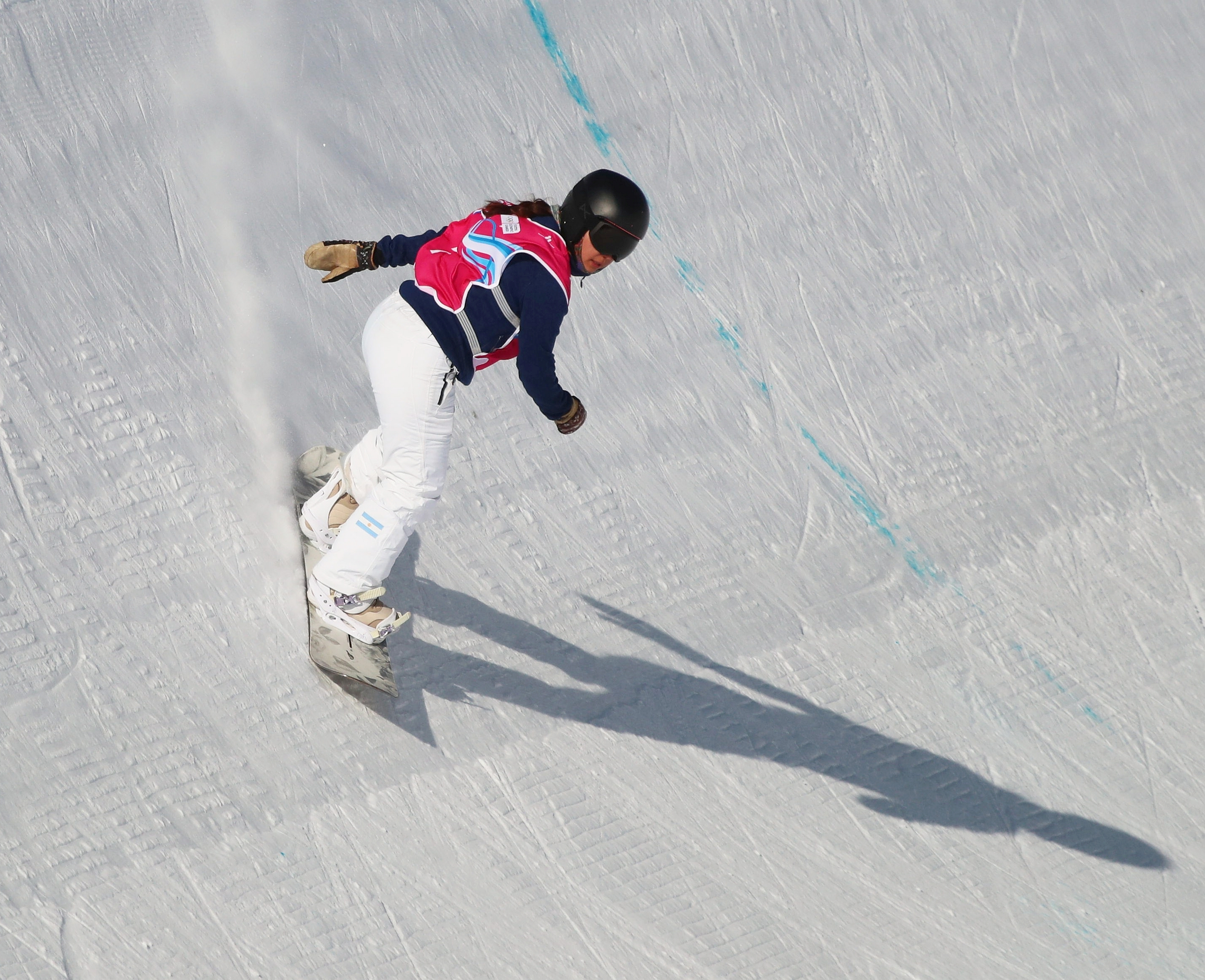
María José Azul Chávez Martínez durante la competencia de halfpipe.
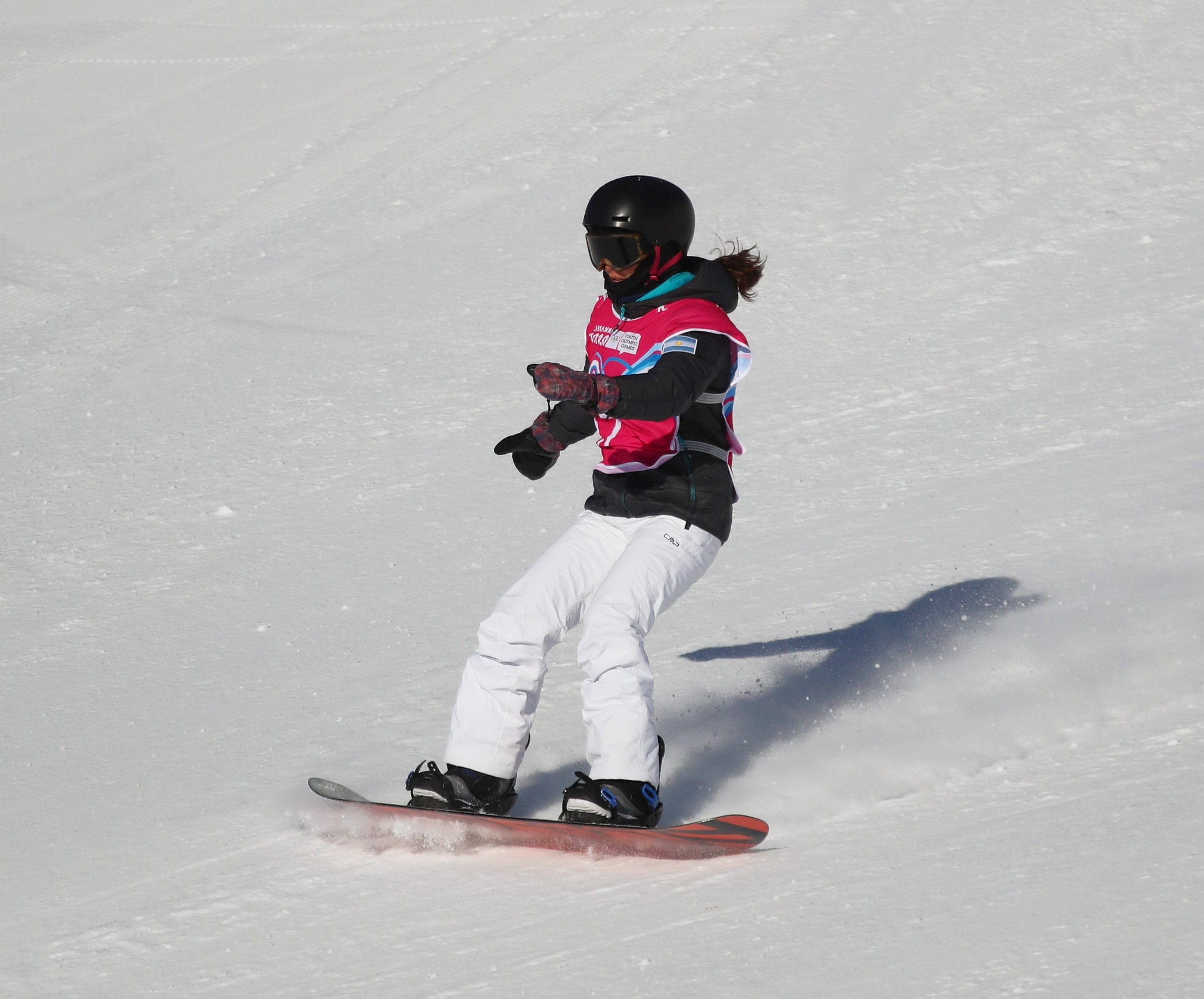
Morena Poggi durante la competencia de slopestyle.
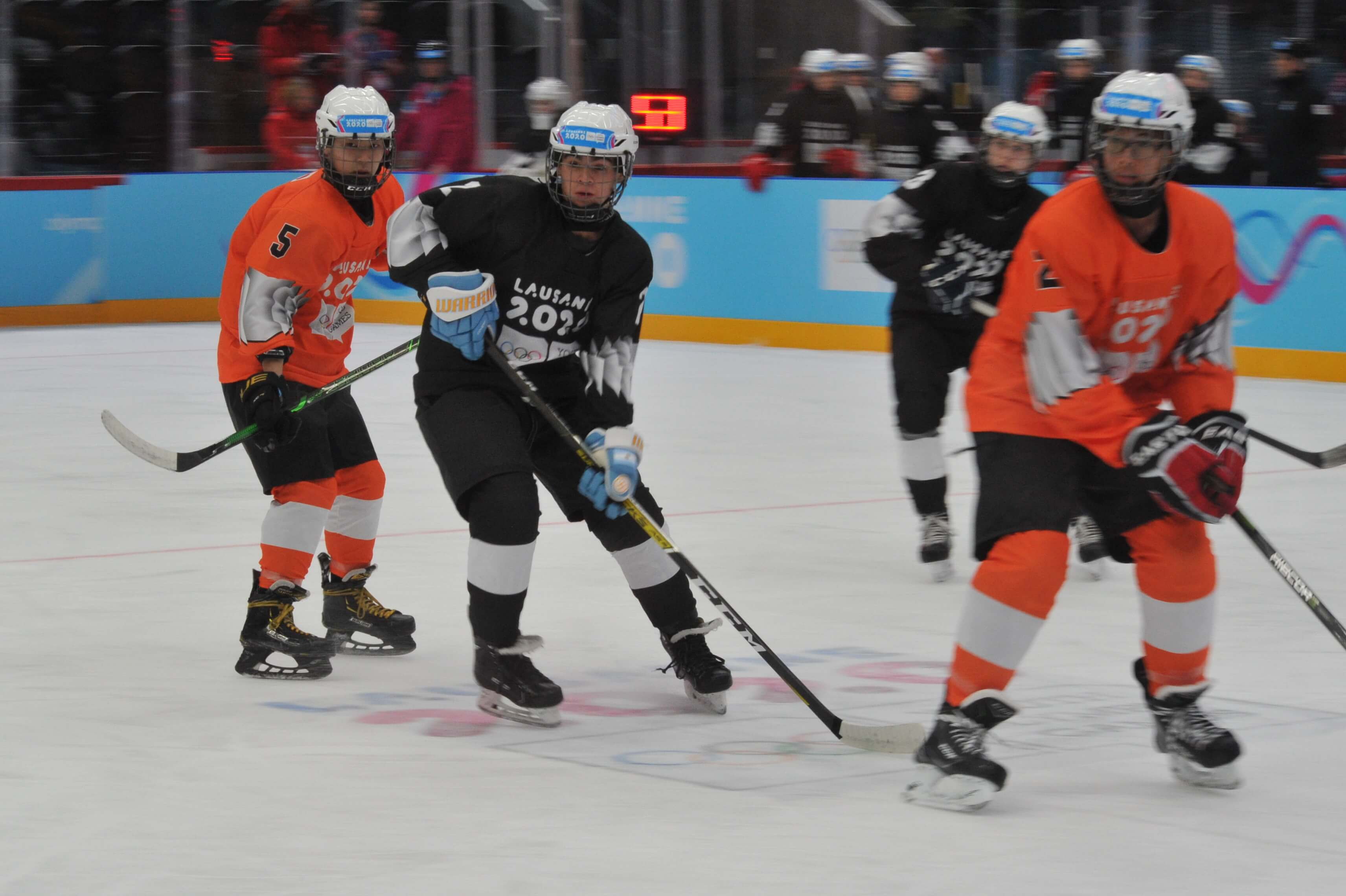
Junior Espósito compitiendo en el equipo negro de hockey sobre hielo.